# Силлиман, Линн
Линн Силлиман (англ. Lynn Silliman; род. 24 апреля 1959, Уотсонвилл, Калифорния) — американская гребчиха, рулевая, выступавшая за сборную США по академической гребле во второй половине 1970-х годов. Бронзовая призёрка летних Олимпийских игр в Монреале, серебряная призёрка чемпионата мира, победительница и призёрка регат национального значения.

## Биография
Линн Силлиман родилась 24 апреля 1959 года в городе Уотсонвилл округа Санта-Крус, штат Калифорния.
Увлекалась спортом с детства, во время учёбы в старшей школе Point Loma High School в Сан-Диего в течение всех трёх лет играла в теннис и занималась академической греблей, принимала участие во многих школьных соревнованиях.
Первого серьёзного успеха на взрослом международном уровне добилась в сезоне 1975 года, когда в качестве рулевой вошла в основной состав американской национальной сборной по академической гребле и побывала на чемпионате мира в Ноттингеме, откуда привезла награду серебряного достоинства, выигранную в зачёте распашных рулевых восьмёрок — в решающем финальном заезде уступила только экипажу из ГДР.
Благодаря череде удачных выступлений в возрасте 17 лет удостоилась права защищать честь страны на летних Олимпийских играх в Монреале. Совместно с партнёршами по сборной Гейл Рикетсон, Анитой Дефранц, Кэри Грейвз, Марион Грег, Энн Уорнер, Пегги Маккарти, Кэрол Браун и Джеки Зок финишировала в распашных рулевых восьмёрках третьей позади экипажей из Западной Германии и Советского Союза, получив тем самым бронзовую олимпийскую медаль.
После монреальской Олимпиады Силлиман осталась в составе гребной команды США на ещё один олимпийский цикл и продолжила принимать участие в крупнейших международных регатах. Так, в 1979 году она выступила в рулевых четвёрках на мировом первенстве в Бледе, но сумела квалифицироваться здесь лишь в утешительный финал B.
Приходится двоюродной сестрой другой известной американской гребчихе Келли Рикон, серебряной призёрке Олимпийских игр 1984 года в Лос-Анджелесе.